# آمار ذرات
آمار ذرات توصیف خاصی از چندین ذره در مکانیک آماری است. مفهوم اساسی آن یک هنگرد آماری است که بر روی ویژگیهای یک سیستم بزرگ به عنوان یک کل و به بهای نادیده گرفتن ویژگیهای ذرات منفرد، تأکید می‌کند.